# Martynos
Martynos (gr. Δαβίδ Τιβέριος, ur. 7 listopada 632 (według innych źródeł 627) prawdopodobnie w Konstantynopolu, zm. prawdopodobnie pod koniec września 641 na Rodos) – bizantyński współcesarz u boku swojej matki Martyny i przyrodnich braci Konstantyna III i Herakleonasa.

## Życiorys
Był drugim synem cesarza Herakliusza i jego drugiej żony Martyny. W 639 został ogłoszony cezarem. W 641 razem z braćmi ogłoszony cesarzem. Po miesiącu wspólnych rządów został obalony wraz z matka i bratem Dawidem Tyberiuszem (listopad 641). Został zesłany wraz z matką na Rodos, gdzie niebawem zmarł.